# سمرا (مسلسل 2016)
سمرا مسلسل عربي مشترك من إنتاج عام 2016.

## قصة المسلسل
يلقي مسلسل سمرا الضوء على فئة من الناس همشتهم الحياة وأنصفهم الحب، حيث يناقش مشاكل الغجر الذين يسكنون المخيمات ويعانون من العديد من المشاكل بشكل يومي في إطار اجتماعي إنساني، ويحتوى على العديد من الخطوط الدرامية، وشخصية سمرا التي تجسدها النجمة نادين نسيب نجيم هي فتاة جميلة وجذابة تنتمي إلى الغجر حولت الفقر والحاجة واليأس الذي تعانيه إلى رقصة تجوب بها القرى وشوارع المدينة. يُشاركها في العمل أحمد فهمي الذي يؤدي شخصية طبيب في منظمة أطباء حول العالم، التي هدفها علاج الأطفال اللاجئين والمشردين في جميع أنحاء العالم والذي يقع في حب سمرا ويواجه الكثير من المتاعب.

## الممثلون
- نادين نسيب نجيم: سمرا
- أحمد فهمي: الدكتور تامر
- طوني عيسى: الريس سيف
- سمر سامي
- منى واصف
- باميلا الكيك
- محمد حداقي
- وسام حنا مطنوخ.